# Notre-Dame la Grande
La chiesa di Notre-Dame la Grande di Poitiers, è una collegiata e parrocchiale costruita in stile romanico. La chiesa è classificata come Monumento storico dal 1840.
La sua facciata è considerata uno dei capolavori della scultura romanica francese.

## Storia
Il quartiere era già popolato in epoca romana. Le antiche vestigia di una costruzione in mattoni e pietra rettangolare possono essere situate vicino alla grondaia sulla parete nord della chiesa attuale.
La chiesa è menzionata nel X secolo, sotto il nome di "Sancta Maria Maior", riferendosi alla chiesa romanica con lo stesso nome. La sua posizione accanto al Palazzo dei Conti di Poitou-Dukes d'Aquitania (attuali tribunali di Poitiers), è certamente significativo dal punto di vista politico, i vescovi di Poitiers erano baroni del Poitou.
L'intero edificio fu ricostruito nella seconda metà dell'XI secolo, nel periodo dell'alto romanico, e inaugurato nel 1086 dal futuro papa Urbano II.

## Descrizione
Costruita in pietra calcarea locale presenta un colore chiaro tipico delle costruzioni di questa regione. 
Presenta tre livelli di decorazione orizzontale divisi da cornicioni.
Il piano alto è liscio e forse vi erano applicate decorazioni in coccio tondeggianti colorate.
Il Cristo mandorlato al centro è sovrastato da due personaggi simbolici del sole e della luna. Inoltre è circondato dai simboli dei 4 evangelisti.
Nella zona centrale abbiamo due file di santi: in piedi i superiori e  seduti sotto, gli apostoli.
La parte inferiore è la più ricca di decorazioni.
Innanzitutto da frammenti cromatici ancora presenti, si intuisce una decorazione pittorica policroma di rifinitura.
Come una vera "Bibbia del popolo" vi sono i bassorilievi delle scene salienti della Storia di Cristo. 
Bifore, torrette, strombature e sottarchi sono tipici di uno stile architettonico Romanico puro.
Inoltre questi sono decorati con una miriade di animali fantastici ed elementi simbolici che contribuiscono ad arricchire l'intera facciata trasmettendo ricchezza, ordine e meraviglia!
Tutto ciò simboleggia La Creazione, opera del Cristo Pantocrator rappresentato sulla sommità della facciata.
Il piano della chiesa è composto da una navata centrale con navate laterali secondo un piano frequente nell'architettura romanica del Poitou. L'interno ha l'effetto di una "chiesa agorà" su un solo piano. La volta a botte ha una silhouette leggermente appiattita, mentre le navate laterali sono coperte da una volta a crociera. All'esterno, le navate laterali erano coperte da un terrazzo, il tetto era riservato per la navata: così c'era l'effetto di una basilica su due livelli. Questa silhouette è scomparsa con il rimodellamento gotico. Un deambulatorio con cappelle irradianti si sviluppò attorno alla chiesa che conservava una parte dei suoi murales. Una cripta dell'XI secolo, scavata a posteriori sotto il coro, conserva anche affreschi dell'epoca.
Il campanile risale all'XI secolo.
Il piano non ha transetti, per buone ragioni: gli edifici erano nel nord e la strada principale passa a sud. La porta romanica è conservata in parte a sud. Tagliato da questo palco, uno trovato lì prima della rivoluzione, una statua equestre che rappresenta Costantino. Questa statua era la controparte di un'altra statua più antica distrutta dagli Ugonotti nel 1562. Non è noto se l'identità del primo cavaliere fosse stata la stessa. Dietro questa statua, sul terreno, durante il Medioevo fu menzionata una piccola volta dedicata a Santa Caterina.  All'inizio era molto più ovvio: il primo livello è nascosto oggi dai tetti. Situato al punto dell'incrocio, presenta una base quadrata, poi sopra un livello circolare di un tetto decorato con piastrelle. Questo tipo di tetto, frequente nel sud-ovest, è stato spesso copiato dagli architetti del XIX secolo, in particolare Paul Abadie ad Angoulême, Périgueux e Bordeaux. Durante il secondo quarto del XII secolo, il vecchio portico-campanile che era sulla facciata fu rimosso e la chiesa fu aumentata di due campate verso ovest. Nel sud, la torretta di una scala segna il sito di questo allargamento. È in quel momento che è stato costruito il celebre schermo per facciata. Nel nord, c'era un chiostro nel 12 ° secolo. Fu rimosso nel 1857 per la costruzione dei mercati dei metalli. Rimane la porta (murata). Tre archi sostenuti da colonne duplicate con capitelli con fogliame furono reinstallati nella corte dell'università di fronte, come pure un pilastro all'angolo. Le volte private furono aggiunte alla struttura romanica durante il XV e il XVI secolo. Di stile gotico fiammeggiante, appartenevano alle famiglie borghesi della città, che erano stati mercanti dalla fine del Medioevo. La più grande fu costruita nel sud da Yvon l'Insane, Gran Siniscalco del Poitou nel XV secolo. La sua tomba fu posta lì prima della rivoluzione.